# Komet Hale-Bopp
Hale-Bopp (označen kao C/1995 O1) je komet koji se pojavljuje u Sunčevom sustavu svakih 3.100 godina. Ovaj temeljito promatran komet je jedan od najsjajnijih viđenih u posljednjih nekoliko desetljeća. Mogao se vidjeti okom rekordnih 18 mjeseci, dvaput duže od Velikog kometa 1811. godine.
Alan Hale i Thomas Bopp otkrili su komet Hale-Bopp neovisno jedan o drugom 23. srpnja 1995. godine prije nego što je postao vidljiv golim okom. Teško je predvidjeti maksimalni sjaj novih kometa s bilo kojim stupnjem sigurnosti, ali Hale-Bopp je ispunio ili premašio većinu predviđanja kad je prošao kroz perihel 1. travnja 1997. Bio je vidljiv golim okom rekordnih 18 mjeseci, dvostruko duže od Velikog kometa iz 1811. godine, prethodnog rekordera. Prema tome, Hale-Bopp je 1997. godine nazvan Velikom kometom. 

## Vanjske poveznice
- Cometography.com: Comet Hale-Bopp
- NASA Hale-Bopp page  Arhivirana inačica izvorne stranice od 21. kolovoza 2011. (Wayback Machine)
- JPL Orbit Simulation (Accessed 2/7/06)
- Shadow and Substance.com: Static orbital diagram Arhivirana inačica izvorne stranice od 27. kolovoza 2011. (Wayback Machine)
- Comet Nucleus Animation  Arhivirana inačica izvorne stranice od 29. rujna 2007. (Wayback Machine)